# Renegades (album de Feeder)
Pour les articles homonymes, voir Renegades.
Albums de Feeder
Silent Cry
(2008) Generation Freakshow
(2012)
Singles
1. Call Out
Sortie : 14 juin 2010
2. Renegades
Sortie : 23 août 2010
3. Down to the River / This Town
Sortie : 6 décembre 2010

Renegades est le 7e album studio du groupe de rock britannique Feeder. Il est sorti le 5 juillet 2010 sous le label Big Teeth Music, label fondé par le groupe en 2009 à la suite de la fermeture de leur ancienne maison de disques The Echo Label.
L'album a été bien accueilli par le public britannique et s'est classé 16e dans les charts. Le style de Renegades se rapproche de celui de leur premier album, Polythene, sorti en 1997, avec un son plus agressif et plus rock.  Cet album fut également le premier dans lequel participa Karl Brazil en tant que batteur, Mark Richardson étant retourné jouer dans son groupe d'origine, Skunk Anansie.

## Liste des pistes
1. White Lines – 2:54
2. Call Out – 3:27
3. Renegades – 3:37
4. Sentimental – 2:22
5. This Town – 2:57
6. Down to the River – 5:23
7. Home – 3:11
8. Barking Dogs – 2:05
9. City in a Rut – 2:51
10. Left Foot Right – 2:52
11. Godhead  – 3:35
12. The End – 3:12
13. Fallen – 2:24

## Formation
- Grant Nicholas – Chant, guitare, clavier, percussions
- Taka Hirose – Basse, chœurs
- Karl Brazil – Batterie (pistes 2-5 et 7-12), percussions
- Tim Trotter – Batterie (pistes 1,6 et 13)

## Classements hebdomadaires
| Classement (2010)                 | Meilleure place |
| --------------------------------- | --------------- |
| Écosse (OCC)                      | 18              |
| Royaume-Uni (UK Albums Chart)     | 16              |
| Royaume-Uni (Rock & Metal Albums) | 1               |